# Михаил VI Стратиотик
Михаи́л VI Стратио́тик (? — 1059) — византийский император, правивший в 1056—1057 годах.

## Биография
При Константине Мономахе Михаил занимал должность логофета стратиотской казны. На престол его выдвинула группа столичных чиновников во главе с Львом Параспондилом. Умирающая императрица Феодора утвердила их выбор. Михаил стал императором Византии уже в очень преклонном возрасте.
Приняв власть 31 августа 1056 года, он раскрыл заговор, организованный Феодосием племянником бывшего императора Константина IX Мономаха, Михаил стал щедро раздавать чины и награды. О происходящем стало известно воинам, и самые отборные из них в пасхальные дни 1057 года прибыли в столицу Константинополь, в надежде добиться таких же, а то и больших милостей.
Однако император Михаил обошелся с ними совсем не так, как они ожидали: прежде всего он выругал их всех, а затем вывел на середину их предводителя Исаака Комнина, и следующего за ним, Кевкамена, и осыпал его бранью за то, что тот чуть было не потерял Антиохию. Товарищи, которые ждали милостей, а получили оскорбления, пытались вступиться за них, но Михаил заставил их замолчать и всем отказал в своем благоволении.
Эта сцена вообще чрезвычайно взбудоражила души военачальников и внушила им мятежные помыслы. Вскоре они составили заговор, а корону уговорили отдать Комнину, который выделялся среди них не только родом, но и царской внешностью.
Прошло совсем немного времени, и заговорщики во главе огромного войска, стянутого из восточных фем империи, подступили к столице. Михаил собрал против них армию в западных фемах. В августе недалеко от Никеи императорские войска потерпели от мятежников тяжелое поражение.
Михаил был вынужден вступить с Исааком в переговоры: предложил ему усыновление и титул кесаря. Тот поначалу согласился, однако всеобщее возмущение Михаилом перекинулось в саму столицу. Часть синклитиков вместе с патриархом провозгласили Исаака императором, а Михаила обвинили во всевозможных грехах. Когда митрополиты пришли к Михаилу и стали уговаривать того отречься, он, после некоторого колебания, скинул пурпурные туфли, принял схиму и поселился в частном доме.